# Anomis crassicornis
Anomis crassicornis là một loài bướm đêm trong họ Erebidae.